# البرگن
البرگن (به Dutch: Albergen) یک Village در Netherlands است که در Tubbergen واقع شده‌است.

## خصوصیات
البرگن ۳٬۵۴۲ نفر جمعیت دارد.